# سارتسانا
سارتسانا (به ایتالیایی: Sarzana) یک کومونه در ایتالیا است که در استان لا اسپتزیا واقع شده‌است.

## خصوصیات
سارتسانا ۳۴ کیلومترمربع مساحت و ۲۱٬۹۷۸ نفر جمعیت دارد و ۲۱ متر بالاتر از سطح دریا واقع شده‌است.

## خواهرخوانده
شهرهای Villefranche-de-Rouergue و اگر (مجارستان) خواهرخوانده‌های سارتسانا هستند.